# Sheshdeh
Sheshdeh (farsi ششده) è una città dello shahrestān di Fasa, circoscrizione di Sheshdeh, nella provincia di Fars. Aveva, nel 2006, una popolazione di 5.572 abitanti. 